# Copa Ouro da CONCACAF de 2023
A Copa Ouro da CONCACAF de 2023 foi a 17ª edição deste torneio de futebol realizado pela CONCACAF desde 1991. A competição foi realizada entre 16 equipes, foi disputada entre 24 de junho até 16 de julho.

## Equipes participantes
12 seleções se classificaram diretamente com base nos resultados da fase de grupos da Liga das Nações da CONCACAF de 2022–23. Além disso mais doze equipes participaram das eliminatórias para a Copa Ouro da CONCACAF de 2023 também com base nos resultados da Liga das Nações da CONCACAF de 2022–23. Essas equipes foram as quatro equipes classificadas em terceiro lugar na fase de grupos da Liga A, os quatro segundos colocados na fase de grupos da Liga B e os quatro vencedores dos grupos da Liga C.
No formato original, conforme anunciado em setembro de 2019, quatro equipes deveriam avançar vindo das eliminatórias. No entanto, em setembro de 2020, a CONCACAF anunciou que o Catar, campeão da Copa da Ásia de 2019 e anfitrião da Copa do Mundo FIFA de 2022, participaria como convidado nos torneios de 2021 e 2023.
| Equipe            | Método de qualificação                               | Participação | Última participação | Melhor resultado anterior                                 |
| ----------------- | ---------------------------------------------------- | ------------ | ------------------- | --------------------------------------------------------- |
| Catar             | Convidado                                            | 2ª           | 2021                | Semifinal (2021)                                          |
| México            | 1º lugar do Grupo A da Liga das Nações da CONCACAF A | 17ª          | 2021                | Campeão (1993, 1996, 1998, 2003, 2009, 2011, 2015 e 2019) |
| Panamá            | 1º lugar do Grupo B da Liga das Nações da CONCACAF A | 11ª          | 2021                | Vice-campeão (2003 e 2015)                                |
| Canadá            | 1º lugar do Grupo C da Liga das Nações da CONCACAF A | 16ª          | 2021                | Campeão (2000)                                            |
| Estados Unidos    | 1º lugar do Grupo D da Liga das Nações da CONCACAF A | 17ª          | 2021                | Campeão (1991, 2002, 2005, 2007, 2013, 2017 e 2021)       |
| Jamaica           | 2º lugar do Grupo A da Liga das Nações da CONCACAF A | 13ª          | 2021                | Vice-campeão (2015 e 2017)                                |
| Costa Rica        | 2º lugar do Grupo B da Liga das Nações da CONCACAF A | 16ª          | 2021                | Vice-campeão (2002)                                       |
| Honduras          | 2º lugar do Grupo C da Liga das Nações da CONCACAF A | 16ª          | 2021                | Vice-campeão (1991)                                       |
| El Salvador       | 2º lugar do Grupo D da Liga das Nações da CONCACAF A | 13ª          | 2021                | Quartas de final (2002, 2003, 2011, 2013, 2017 e 2021)    |
| Cuba              | 1º lugar do Grupo A da Liga das Nações da CONCACAF B | 10ª          | 2019                | Quartas de final (2003, 2013 e 2015)                      |
| Haiti             | 1º lugar do Grupo B da Liga das Nações da CONCACAF B | 9ª           | 2021                | Semifinal (2019)                                          |
| Trinidad e Tobago | 2º lugar do Grupo C da Liga das Nações da CONCACAF B | 12ª          | 2021                | Vice-campeão (1973)                                       |
| Guatemala         | 1º lugar do Grupo D da Liga das Nações da CONCACAF B | 12ª          | 2021                | Quarto colocado (1996)                                    |

## Sorteio e calendário
O sorteio final está agendado para o dia 14 de abril de 2023, às 12:00 (UTC−7), no SoFi Stadium, Inglewood, Califórnia.
| Fase             | Datas                     |
| ---------------- | ------------------------- |
| Grupos           | 24 de junho – 04 de julho |
| Quartas de Final | 8 e 9 de julho            |
| Semifinal        | 12 de julho               |
| Final            | 16 de julho               |

## Fase de grupos

### Grupo A
| Pos | Equipe                | Pts | J | V | E | D | GP | GC | SG  | Classificado     |
| --- | --------------------- | --- | - | - | - | - | -- | -- | --- | ---------------- |
| 1   | Estados Unidos (H)    | 7   | 3 | 2 | 1 | 0 | 13 | 1  | +12 | Quartas de final |
| 2   | Jamaica               | 7   | 3 | 2 | 1 | 0 | 10 | 2  | +8  | Quartas de final |
| 3   | Trinidad e Tobago     | 3   | 3 | 1 | 0 | 2 | 4  | 10 | −6  |                  |
| 4   | São Cristóvão e Neves | 0   | 3 | 0 | 0 | 3 | 0  | 14 | −14 |                  |

| 24 de junho de 2023 | Estados Unidos | 1 – 1     | Jamaica  | Soldier Field, Chicago                          |
| 22:06 (21:06 UTC−5) | Vázquez 88'    | Relatório | Lowe 13' | Público: 36 666 Árbitro: MEX César Arturo Ramos |

| 25 de junho de 2023 | Trinidad e Tobago                            | 3 – 0     | São Cristóvão e Neves | DRV PNK Stadium, Fort Lauderdale          |
| 16:00               | A. Jones 43' · Fortune 65' · Ible 73' (g.c.) | Relatório |                       | Público: 3 646 Árbitro: HON Saíd Martínez |

| 28 de junho de 2023 | Jamaica                                     | 4 – 1     | Trinidad e Tobago | CityPark, St. Louis                            |
| 19:30 (18:30 UTC−5) | Gray 14', 30' · Bailey 18' · Richards 90+2' | Relatório | Rampersad 49'     | Público: 21 216 Árbitro: MEX Fernando Guerrero |

| 28 de junho de 2023 | São Cristóvão e Neves | 0 – 6     | Estados Unidos                                              | CityPark, St. Louis                                |
| 21:30 (20:30 UTC−5) |                       | Relatório | Mihailovic 12', 79' · Reynolds 14' · Ferreira 16', 25', 50' | Público: 21 216 Árbitro: CRC Juan Gabriel Calderón |

| 2 de julho de 2023 | Estados Unidos                                                          | 6 – 0     | Trinidad e Tobago | Bank of America Stadium, Charlotte         |
| 19:00              | Ferreira 14', 38', 45+3' (pen) · Cowell 65' · Busio 79' · Vázquez 90+4' | Relatório |                   | Público: 40 243 Árbitro: GUA Mario Escobar |

| 2 de julho de 2023  | Jamaica                                                                      | 5 – 0     | São Cristóvão e Neves | Levi's Stadium, Santa Clara                  |
| 19:00 (16:00 UTC−7) | Archibald 30' (g.c.) · Russell 45+2' · Bernard 49' · Johnson 72' · Burke 74' | Relatório |                       | Público: 60 347 Árbitro: MEX Adonai Escobedo |

### Grupo B
| Pos | Equipe   | Pts | J | V | E | D | GP | GC | SG | Classificado     |
| --- | -------- | --- | - | - | - | - | -- | -- | -- | ---------------- |
| 1   | México   | 6   | 3 | 2 | 0 | 1 | 7  | 2  | +5 | Quartas de final |
| 2   | Catar    | 4   | 3 | 1 | 1 | 1 | 3  | 3  | 0  | Quartas de final |
| 3   | Honduras | 4   | 3 | 1 | 1 | 1 | 3  | 6  | −3 |                  |
| 4   | Haiti    | 3   | 3 | 1 | 0 | 2 | 4  | 6  | −2 |                  |

| 25 de junho de 2023 | Haiti                             | 2 – 1     | Catar         | NRG Stadium, Houston                          |
| 18:00 (17:00 UTC−5) | Nazon 45+1' (pen) · Pierrot 90+7' | Relatório | Abdurisag 20' | Público: 66 255 Árbitro: JAM Daneon Parchment |

| 25 de junho de 2023 | México                                 | 4 – 0     | Honduras | NRG Stadium, Houston                       |
| 20:00 (19:00 UTC–5) | Romo 1', 23' · Pineda 52' · Chávez 64' | Relatório |          | Público: 66 255 Árbitro: GUA Mario Escobar |

| 29 de junho de 2023 | Catar          | 1 – 1     | Honduras   | State Farm Stadium, Glendale                    |
| 19:45 (16:45 UTC−7) | Al-Abdullah 7' | Relatório | Elis 90+6' | Público: 34 517 Árbitro: USA Armando Villarreal |

| 29 de junho de 2023 | Haiti            | 1 – 3     | México                                    | State Farm Stadium, Glendale              |
| 22:00 (19:00 UTC−7) | Jean Jacques 78' | Relatório | Martín 46' · Adé 56' (g.c.) · Giménez 83' | Público: 34 517 Árbitro: GUA Walter López |

| 2 de julho de 2023 | Honduras                 | 2 – 1     | Haiti       | Bank of America Stadium, Charlotte         |
| 21:00              | Bengtson 42' · Pinto 59' | Relatório | Pierrot 20' | Público: 47 382 Árbitro: JAM Oshane Nation |

| 2 de julho de 2023  | México | 0 – 1     | Catar       | Levi's Stadium, Santa Clara               |
| 21:00 (18:00 UTC−7) |        | Relatório | Shehata 27' | Público: 60 347 Árbitro: CAN Drew Fischer |

### Grupo C
| Pos | Equipe      | Pts | J | V | E | D | GP | GC | SG | Classificado     |
| --- | ----------- | --- | - | - | - | - | -- | -- | -- | ---------------- |
| 1   | Panamá      | 7   | 3 | 2 | 1 | 0 | 6  | 4  | +2 | Quartas de final |
| 2   | Costa Rica  | 4   | 3 | 1 | 1 | 1 | 7  | 6  | +1 | Quartas de final |
| 3   | Martinica   | 3   | 3 | 1 | 0 | 2 | 7  | 9  | −2 |                  |
| 4   | El Salvador | 2   | 3 | 0 | 2 | 1 | 3  | 4  | −1 |                  |

| 26 de junho de 2023 | El Salvador         | 1 – 2     | Martinica                | DRV PNK Stadium, Fort Lauderdale             |
| 18:30               | Tamacas 90+5' (pen) | Relatório | Burner 11' · Fortuné 16' | Público: 10 101 Árbitro: MEX Adonai Escobedo |

| 26 de junho de 2023 | Costa Rica   | 1 – 2     | Panamá                     | DRV PNK Stadium, Fort Lauderdale          |
| 20:30               | Suárez 90+1' | Relatório | Fajardo 23' · Bárcenas 68' | Público: 10 101 Árbitro: CAN Drew Fischer |

| 30 de junho de 2023 | Martinica    | 1 – 2     | Panamá                    | Red Bull Arena, Harrison                   |
| 18:30               | Fabien 90+5' | Relatório | Fajardo 57' · Murillo 69' | Público: 22 615 Árbitro: HON Saíd Martínez |

| 30 de junho de 2023 | El Salvador | 0 – 0     | Costa Rica | Red Bull Arena, Harrison                        |
| 20:30               |             | Relatório |            | Público: 22 615 Árbitro: MEX César Arturo Ramos |

| 4 de julho de 2023 | Costa Rica                                                                            | 6 – 4     | Martinica                                          | Red Bull Arena, Harrison                 |
| 20:30              | Waston 10' · Calvo 41' · Vargas 55' · Campbell 59' (pen) · Contreras 68' · Campos 90' | Relatório | Burner 18', 79' · Labeau 75' (pen) · Mexique 90+3' | Público: 21 531 Árbitro: GUA Bryan López |

| 4 de julho de 2023  | Panamá                 | 2 – 2     | El Salvador              | Shell Energy Stadium, Houston             |
| 20:30 (19:30 UTC−5) | Escobar 26' · Díaz 71' | Relatório | B. Gil 4' · M. Gil 90+1' | Público: 20 002 Árbitro: GUA Walter López |

### Grupo D
| Pos | Equipe     | Pts | J | V | E | D | GP | GC | SG | Classificado     |
| --- | ---------- | --- | - | - | - | - | -- | -- | -- | ---------------- |
| 1   | Guatemala  | 7   | 3 | 2 | 1 | 0 | 4  | 2  | +2 | Quartas de final |
| 2   | Canadá (H) | 5   | 3 | 1 | 2 | 0 | 6  | 4  | +2 | Quartas de final |
| 3   | Guadalupe  | 4   | 3 | 1 | 1 | 1 | 8  | 6  | +2 |                  |
| 4   | Cuba       | 0   | 3 | 0 | 0 | 3 | 3  | 9  | −6 |                  |

| 27 de junho de 2023 | Canadá                          | 2 – 2     | Guadalupe                               | BMO Field, Toronto                          |
| 19:00               | Cavallini 49' · Lina 70' (g.c.) | Relatório | Ambrose 23' · Russell-Rowe 90+3' (g.c.) | Público: 15 301 Árbitro: USA Rubiel Vazquez |

| 27 de junho de 2023 | Guatemala | 1 – 0     | Cuba | DRV PNK Stadium, Fort Lauderdale           |
| 20:45               | Lom 48'   | Relatório |      | Público: 13 426 Árbitro: JAM Oshane Nation |

| 1 de julho de 2023  | Cuba                   | 1 – 4     | Guadalupe                                  | Shell Energy Stadium, Houston            |
| 19:30 (18:30 UTC−5) | A. Hernández 62' (pen) | Relatório | Phaëton 13', 43' · Plumain 41' · Baron 50' | Público: 19 766 Árbitro: SLV Iván Barton |

| 1 de julho de 2023  | Guatemala | 0 – 0     | Canadá | Shell Energy Stadium, Houston            |
| 21:30 (20:30 UTC−5) |           | Relatório |        | Público: 19 766 Árbitro: MEX Marco Ortiz |

| 4 de julho de 2023 | Guadalupe                         | 2 – 3     | Guatemala                  | Red Bull Arena, Harrison                           |
| 18:30              | Gravillon 27' · Plumain 63' (pen) | Relatório | Rubin 39', 70' · Mejía 76' | Público: 21 531 Árbitro: CRC Juan Gabriel Calderón |

| 4 de julho de 2023  | Canadá                                                   | 4 – 2     | Cuba                                   | Shell Energy Stadium, Houston               |
| 18:30 (17:30 UTC−5) | Hoilett 21' (pen) · Osorio 27' · Nelson 47' · Millar 62' | Relatório | Paradela 45+4' (pen) · Reyes 89' (pen) | Público: 20 002 Árbitro: CRC Keylor Herrera |

## Fase final

### Esquema
|  | Quartas de final        | Quartas de final       |                         |       | Semifinais | Semifinais |  |  | Final | Final |
|  |                         |                        |                         |       |            |            |  |  |       |       |
|  | 9 de julho – Cincinnati |                        |                         |       |            |            |  |  |       |       |
|  |                         |                        |                         |       |            |            |  |  |       |       |
|  | Guatemala               | 0                      |                         |       |            |            |  |  |       |       |
|  | Guatemala               | 0                      | 12 de julho – San Diego |       |            |            |  |  |       |       |
|  | Jamaica                 | 1                      |                         |       |            |            |  |  |       |       |
|  | Jamaica                 | 1                      | Jamaica                 | 0     |            |            |  |  |       |       |
|  | 8 de julho – Arlington  |                        | Jamaica                 | 0     |            |            |  |  |       |       |
|  |                         | México                 | 3                       |       |            |            |  |  |       |       |
|  | México                  | México                 | 3                       | 2     |            |            |  |  |       |       |
|  | México                  |                        | 16 de julho – Inglewood | 2     |            |            |  |  |       |       |
|  | Costa Rica              | 0                      |                         |       |            |            |  |  |       |       |
|  | Costa Rica              | 0                      | México                  | 1     |            |            |  |  |       |       |
|  | 9 de julho – Cincinnati |                        | México                  | 1     |            |            |  |  |       |       |
|  |                         | Panamá                 | 0                       |       |            |            |  |  |       |       |
|  | Estados Unidos          | Panamá                 | 0                       | 2 (3) |            |            |  |  |       |       |
|  | Estados Unidos          | 12 de julho – Paradise |                         | 2 (3) |            |            |  |  |       |       |
|  | Canadá                  | 2 (2)                  |                         |       |            |            |  |  |       |       |
|  | Canadá                  | 2 (2)                  | Estados Unidos          | 1 (4) |            |            |  |  |       |       |
|  | 8 de julho – Arlington  |                        | Estados Unidos          | 1 (4) |            |            |  |  |       |       |
|  |                         | Panamá                 | 1 (5)                   |       |            |            |  |  |       |       |
|  | Panamá                  | Panamá                 | 1 (5)                   | 4     |            |            |  |  |       |       |
|  | Panamá                  |                        |                         | 4     |            |            |  |  |       |       |
|  | Catar                   | 0                      |                         |       |            |            |  |  |       |       |
|  | Catar                   | 0                      |                         |       |            |            |  |  |       |       |

### Partidas

#### Quartas de finais
| 8 de julho de 2023  | Panamá                            | 4 − 0     | Catar | AT&T Stadium, Arlington                         |
| 21:00 (20:30 UTC−5) | Bárcenas 19' · Díaz 56', 63', 65' | Relatório |       | Público: 60 355 Árbitro: MEX César Arturo Ramos |

| 8 de julho de 2023  | México                   | 2 − 0     | Costa Rica | AT&T Stadium, Arlington                    |
| 21:30 (20:30 UTC−5) | Pineda 52' · Sánchez 87' | Relatório |            | Público: 60 355 Árbitro: HON Saíd Martínez |

| 9 de julho de 2023 | Guatemala | 0 − 1     | Jamaica  | TQL Stadium, Cincinnati                   |
| 17:00              |           | Relatório | Bell 51' | Público: 24 979 Árbitro: CAN Drew Fischer |

| 9 de julho de 2023 | Estados Unidos                    | 2 − 2 (pro) | Canadá                           | TQL Stadium, Cincinnati                  |
| 19:30              | Vasquez 88' · Kennedy 114' (g.c.) | Relatório   | Vitória 90+3' · Shaffelburg 109' | Público: 24 979 Árbitro: MEX Marco Ortiz |

|                               |       | Penalidades                             |  |
| Vasquez Cowell Busio Ferreira | 3 – 2 | Vitória Fraser Miller Russell-Rowe Brym |  |

#### Semifinais
| 12 de julho de 2023 | Estados Unidos | 1 − 1 (pro) | Panamá          | Snapdragon Stadium, San Diego             |
| 19:30 (16:30 UTC−7) | Ferreira 105'  | Relatório   | I. Anderson 99' | Público: 31 690 Árbitro: GUA Walter López |

|                                                  |       | Penalidades                                          |  |
| Ferreira Mihailović Morris Gressel Miazga Roldán | 4 – 5 | Escobar Díaz Martínez Bárcenas Waterman Carrasquilla |  |

| 12 de julho de 2023 | Jamaica | 0 − 3     | México                                  | Allegiant Stadium, Paradise                |
| 22:00 (17:00 UTC−7) |         | Relatório | Martín 2' · Chávez 30' · Alvarado 90+3' | Público: 29 886 Árbitro: GUA Mario Escobar |

#### Final
| 16 de julho de 2023 | México      | 1 − 0     | Panamá | SoFi Stadium, Inglewood                    |
| 19:30 (16:30 UTC−7) | Giménez 88' | Relatório |        | Público: 72 963 Árbitro: HON Saíd Martínez |

## Marketing

### Músicas oficiais e hino
"I Wrote a Song" da cantora e compositora britânica Mae Muller serve como a música oficial do torneio. Representava a Reino Unido no Festival Eurovisão da Canção 2023.
"Solas" da cantora e compositora irlandesa Sophie Lennon serve como a hino oficial do torneio. Representava a Irlanda no Festival Eurovisão da Canção Júnior 2022.

### Patrocínio
Os seguintes empresas foram anunciadas como patrocinadoras do torneio:
- Allstate
- Amazon.com
- BMO Harris Bank
- Corona
- Gatorade
- Cerveza Modelo de México
- Lay’s
- MasterCard
- Nike, Inc.
- O'Reilly Auto Parts
- Qatar Airways
- Scotiabank
- Six Flags
- Ticketmaster
- Toyota
- Unilever
- Valvoline